# Morpho cerulaes
Morpho cerulaes är en fjärilsart som beskrevs av Perry 1811. Morpho cerulaes ingår i släktet Morpho och familjen praktfjärilar. Inga underarter finns listade i Catalogue of Life.